# Джинн Купер
Вілма Джин Купер (англ. Wilma Jeanne Cooper, відома просто як Джин Купер (англ. Jeanne Cooper; 25 жовтня 1928 — 8 травня 2013) — американська акторка, чия кар'єра тривала шість десятиліть. За свою кар'єру двічі була номінована на премію «Еммі», а також одинадцять разів на «Денну премію Еммі», вигравши одного разу у 2008 році у категорії «Найкраща акторка у драматичному серіалі». Купер вигравши премію у вісімдесятирічному віці стала найстаршим лауреатом нагороди у провідній категорії премії. У 1993 році вона отримала власну зірку на Голлівудській «Алеї слави».

## Життя та кар'єра
Купер народилася 1928 року в Каліфорнії та розпочала свою кар'єру на початку 1950-х років. Її перша роль на великому екрані була у вестерні 1953 року The Redhead from Wyoming з Гленном Фордом. У наступні два десятиліття Купер продовжувала активно зніматися в кіно та на телебаченні, переважно граючи характерні ролі. Найбільш успішні її ролі були в телевізійних вестернах «Меверік», «Бонанза», «Димок зі ствола» та «Велика долина», а також в детективному серіалі « Перрі Мейсон» та містичному серіалі «Сутінкова зона».
1962 року Купер отримала свою першу номінацію на премію « Еммі» за роль у телесеріалі «Бен Кейсі». Загалом Купер знялася більш ніж у ста тридцяти телевізійних та кінопроєктах протягом своєї кар'єри.
В 1973 році Купер для залучення аудиторії до нового шоу, була запрошена на роль Кетрін Ченселлор в денну мильну оперу « Молоді і зухвалі». Хоча спочатку акторка не планувала зніматися в мильній опері, вона завдяки відгуку в пресі та від глядачів залишилася в шоу. Її рекорд як єдиного члена акторського складу, що брів участь у серіалі протягом сорока років й досі ще не перевершений. Її персонаж досяг популярності завдяки багаторічній боротьбі з алкоголізмом, втраті чотирьох чоловіків, а також багатьом іншим спірним моментам.
В 1984 році Купер та її героїня зробили підтяжку обличчя, яка була вписана в сюжет серіалу і була показана по телебаченню, що викликало шок у глядача.
Купер була номінована на «Еммі» за свою роль у телесеріалі « Закон Лос-Анджелеса» у 1987 році. У 1993 році отримала власну зірку на «Голлівудській „Алеї слави“», а у 2004 році була удостоєна спеціальної « Денної премій Еммі» за життєві досягнення.
З 1954 по 1977 рік вона була одружена з продюсером Гаррі Бернсеном, від шлюбу з яким у неї троє дітей, вони були разом протягом 23 років. За словами Купер, вони залишалися друзями до його смерті в 2008 році.
У 2012 році Купер випустила свої мемуари Not Young, Still Restless: A Memoir. Книжка стала бестселером за версією The New York Times. У книзі Джинн розповідала про сексуальні домагання в дитинстві, раптову смерть матері та свої страждання від тричі перенесеної подвійної пневмонії.
В останні роки Купер страждала на проблеми зі здоров'ям і в жовтні 2011 року навіть залишала « Молоді та зухвалі», щоб пройти лікування в лікарні. Майкл Лернед тимчасово заміняла Купер, доки вона не повернулася до ролі у грудні 2011 року. У квітні 2013 року Купер була госпіталізована у критичному стані. Джинн Купер померла вранці 8 травня 2013 року на 85-му році життя.

## Вибрана фільмографія
- 1953 — Руда з Вайомінгу / The Redhead from Wyoming — Міра
- 1953 — Людина з Аламо / The Man from the Alamo — Кейт Ламар
- 1953 — Тіні надгробної плити / Shadows of Tombstone — Мардж
- 1955 — Гола вулиця / The Naked Street — Евелін Шрайнер
- 1956 — Х'юстонська історія / The Houston Story — Медж
- 1957 — Рок всю ніч / Rock All Night — Мейбл
- 1957 — Дорогий крадіжки / Plunder Road — Френ Вернер
- 1958-1966 — Перрі Мейсон / Perry Mason — Лаура Бомонт / Тельма Гілл / Етель Белан / Мері Браун / Міріам Філдінг
- 1959 — Сутінкова зона / The Twilight Zone — буфетниця
- 1962 — Загарбник / The Intruder — Ві Гріффін
- 1963 — Димок зі ствола / Gunsmoke — Ліллі Піттс
- 1963 — Проклятий зоопарк / Black Zoo — Една Конрад
- 1965 — Славні хлопці / The Glory Guys — Рейчел Маккейб
- 1965 — Велика долина / The Big Valley — Марта Сіммонс
- 1967 — Тоні Роум / Tony Rome — Лорна
- 1968 — Бостонський душитель / The Boston Strangler — Хлоя
- 1969 — Дні в Долині Смерті / Death Valley Days — Рейчел Барретт (в епізоді A Gift)
- 1970 — Жив був ошуканець / There Was a Crooked Man. . . - Повія
- 1972 — Сенсація Канзас-сіті / Kansas City Bomber — Вів'єн
- 1973 — Типовий американський хлопець / The All-American Boy — Нола
- 1992 — Заморожені вклади / Frozen Assets — місіс Шепард
- 1997 — Няня / The Nanny — камео

## Нагороди та номінації
- Премія Еммі
  - 1962 — Премія «Еммі» за найкращу жіночу роль другого плану в драматичному серіалі — Бен Кейсі (номінація)[10]
  - 1987 — Премія «Еммі» за найкращу жіночу роль другого плану в драматичному телесеріалі — "Закон Лос-Анджелеса (Номіновано)[10]
  - 1989 — Денна премія Еммі за найкращу головну жіночу роль у драматичному серіалі — Молоді та невгамовні (номінація)
  - 1990 — Денна премія Еммі за найкращу головну жіночу роль у драматичному серіалі — «Молоді та невгамовні» «(номінація)»
  - 1991 — Денна премія Еммі за найкращу головну жіночу роль у драматичному серіалі — «Молоді та непосидючі» «(номінація)»
  - 1992 — Денна премія Еммі за найкращу головну жіночу роль у драматичному серіалі — «Молоді та невгамовні» «(номінація)»
  - 1999 — Денна премія Еммі за найкращу головну жіночу роль у драматичному серіалі — «Молоді та невгамовні» «(номінація)»
  - 2000 — Денна премія Еммі за найкращу головну жіночу роль у драматичному серіалі — «Молоді та непосидючі» «(номінація)»
  - 2004 — Премія за життєві досягнення
  - 2005 — Денна премія Еммі за найкращу жіночу роль другого плану в драматичному серіалі — «Молоді та невгамовні» «(номінація)»
  - 2007 — Денна премія Еммі за найкращу головну жіночу роль у драматичному серіалі — «Молоді та невгамовні» «(номінація)»
  - 2008 — Денна премія Еммі за найкращу головну жіночу роль у драматичному серіалі — «Молоді та невгамовні» «(Перемога)»
  - 2009 — Денна премія Еммі за найкращу головну жіночу роль у драматичному серіалі — «Молоді та невгамовні» «(номінація)»
- Голлівудська алея слави
  - 1993 — Зірка на Алеї Слави на Голлівудському бульварі 6801.